# Keep Tryin'
Singles de Hikaru Utada
Passion
(2005) This Is Love
(2006)
Keep Tryin' est le seizième single d'Hikaru Utada (sous ce nom), sorti en 2006.

## Présentation
Le single sort le 22 février 2006 au Japon sur le label EMI Music Japan, deux mois seulement après le précédent single de la chanteuse, Passion. Il atteint la 2e place du classement des ventes de l'Oricon. Il se vend à 70 147 exemplaires la première semaine, et reste classé pendant 11 semaines, pour un total de plus de 135 000 exemplaires physiques vendus. 
Le single sort aussi au format numérique en téléchargement, devenant la chanson la plus téléchargée de l'année sur la plateforme japonaise d'iTunes.
La chanson-titre a été utilisée comme thème musical pour promouvoir le magasin de musique en ligne Lismo ouvert le mois précédent. Son clip vidéo est le dernier réalisé par Kazuaki Kiriya pour Utada (dont il divorcera un an plus tard), et contient des références visuelles à certains clips de la chanteuse (Final Distance, Traveling, Sakura Drops, Passion) ; il ne sort pas en DVD contrairement aux clips précédents. La chanson-titre figurera sur l'album Ultra Blue qui sort quatre mois plus tard, de même que la chanson en "face B" Wings, ainsi que sur la compilation Single Collection Vol.2 de 2010.

## Liste des titres
Toutes les chansons sont écrites et composées par Hikaru Utada.
| CD    | CD                             | CD    | CD | CD | CD | CD | CD | CD | CD |
| No    | Titre                          | Durée |    |    |    |    |    |    |    |
| ----- | ------------------------------ | ----- | -- | -- | -- | -- | -- | -- | -- |
| 1.    | Keep Tryin'                    | 4:54  |    |    |    |    |    |    |    |
| 2.    | Wings (WINGS)                  | 4:53  |    |    |    |    |    |    |    |
| 3.    | Keep Tryin' (Original Karaoke) | 4:53  |    |    |    |    |    |    |    |
| 14:40 |                                |       |    |    |    |    |    |    |    |